# Okręg wyborczy St Helens South
Okręg wyborczy St Helens South powstał w 1983 r. i wysyła do brytyjskiej Izby Gmin jednego deputowanego. Obejmuje on centrum i południową część miasta St Helens oraz Rainhill.

## Deputowani do brytyjskiej Izby Gmin z okręgu St Helens South
- 1983–2001: Gerry Bermingham, Partia Pracy
- od 2001: Shaun Woodward, Partia Pracy